# Battaglia di Sandfontein
La battaglia di Sandfontein venne combattuta nell'Africa Tedesca del Sud-Ovest durante la prima guerra mondiale. Si concluse con una vittoria tedesca.

## La battaglia
Nei primi giorni della guerra, i sudafricani pianificarono l'invasione della confinante colonia tedesca. Il comandante in capo, Jan Smuts, decise di dividere le sue forze in tre tronconi:
- Force A: Port Nolloth;
- Force B: Upington;
- Force C: Lüderitz.

Lo scontro avvenne con la Force A, che era comandata da Henry Lukin ed era forte di 1 800 uomini. Presso il fiume Orange, il comandante sudafricano decise di inviare un'avanguardia di 300 uomini con due cannoni. La decisione di non impiegare tutta la forza fu dovuta ad una sua valutazione, secondo la quale aveva mezzi di trasporto sufficienti per appena 800 soldati. Il piccolo contingente di avanguardia superò il fiume, ma senza alcun supporto. Il 26 settembre, i tedeschi, con una forza di 1 200 uomini e tre batterie, affrontarono e distrussero completamente l'avanguardia di Lukin.